# محارب قديم (نازية)

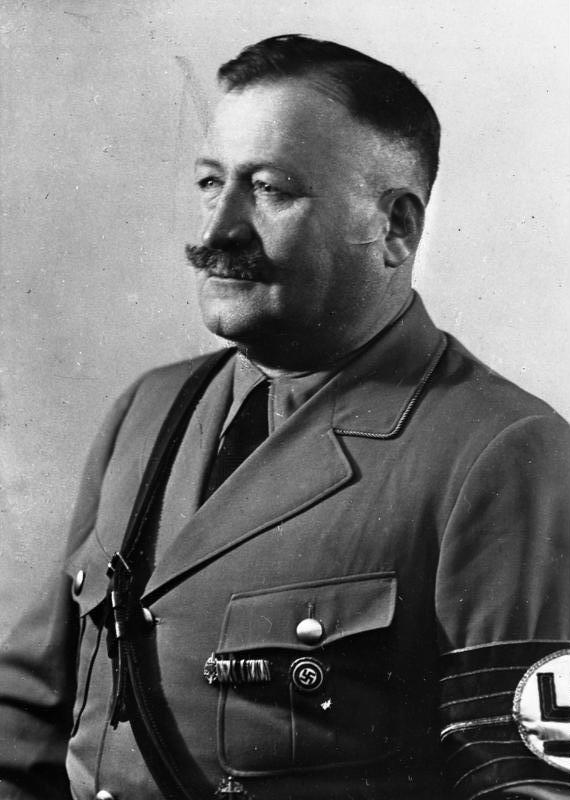

المحارب القديم (بالألمانية: Alter Kämpfer) هو مصطلح يشير إلى الأقدمين من أعضاء الحزب النازي، أي أولئك الأعضاء الذين انضموا إليه منذ تأسيسه بين عامي 1919 و1923 إلى ما قبل انتخابات الرايخستاغ التي أجريت في سبتمبر 1930. أما الذين انضموا إلى الحزب النازي بعد فوز سبتمبر 1930 الانتخابي، فكانوا يُعرفون في أوساط المحاربين القدماء بالسبتمبريين، بينما عُرف أولئك الذين انضموا إلى الحزب بعد صعوده إلى سدة الحكم في 30 يناير 1933 ببنفسجيي مارس.
كان المحاربون القدماء يُميزون عمن تبعهم في الانضمام إلى الحزب ويمجدّون إعلاميًا بصورة مبالغ فيها وتخصص لهم أوسمة خاصة، لكونهم الحرس القديم للحزب، الذين ظلوا أوفياء للحركة النازية إبان ما سمي بحقبة الكفاح (بالألمانية: Kampfzeit) بين عامي 1925 و1933، تمييزًا لهم عن موجة الأعضاء الجدد الذين التحقوا بالحزب سنة 1933 بحثًا عن المنفعة.